# یواس‌اس ال‌اس‌ام-۲۳۶
یواس‌اس ال‌اس‌ام-۲۳۶ (به انگلیسی: USS LSM-236) یک کشتی بود که طول آن ۲۰۳ فوت ۶ اینچ (۶۲٫۰۳ متر) بود.